# 47 (nombre)
« Quarante-sept » redirige ici. Pour les autres significations, voir 47 (homonymie).
Le nombre 47 (quarante-sept) est l'entier naturel qui suit 46 et qui précède 48.

## En mathématiques
Le nombre 47 est :
- le 15e nombre premier et le 11e nombre premier non brésilien,
- un nombre premier sûr,
- le 8e nombre de Lucas,
- le 3e nombre de Carol,
- un nombre premier super-singulier,
- un nombre premier long,
- un nombre de Keith,
- un nombre premier cousin avec 43.

## Dans d'autres domaines
Le nombre 47 est aussi :
- le numéro atomique de l'argent ;
- le numéro de la sourate Muhammad dans le Coran ;
- dans la croyance chrétienne, le nombre de miracles accomplis par Jésus, listés dans le Nouveau Testament ;
- l'indicatif téléphonique international pour appeler la Norvège ;
- l'indicatif téléphonique départemental d'Indre-et-Loire ;
- Le P-47 Thunderbolt, un chasseur-bombardier de la Seconde Guerre mondiale ;
- le nombre de montagnes des « 47 » pics des Adirondacks (voir 46) ;
- le nombre de samouraïs impliqués dans la célèbre vendetta Ako historique ; quelquefois appelés les 47 rōnin ;
- le nombre de balles sous lesquelles Pancho Villa succomba en 1923 ;
- en France, le nombre d'années de mariage des noces de cachemire.
- le numéro du département français du Lot-et-Garonne ;
- un nombre récurrent dans les séries télévisées Star Trek, Alias et (à partir de l'épisode 47 Seconds) Castle ;
- le groupe 47, groupe d'écrivains allemands après la Seconde Guerre mondiale.
- en Suisse, ce nombre représente un quartier à Genève, du nom de "Servette" ;
- Dans la série de jeux vidéo Hitman, le personnage contrôlé par le joueur est l'agent 47.